# Ayapango
Ayapango é um município do estado do México no México.

## Governo e administração
| Prefeito                                | Periodo   |
| --------------------------------------- | --------- |
| J. Guadalupe Armando Faustinos González | 2000-2003 |
| Josué Gualberto Faustinos Ramírez       | 2003-2006 |
| Gabriel Rosas Silva                     | 2006-2009 |
| Edgardo Julian Faustinos Raírez         | 2009-2012 |
| Pedro Alfonso Sánchez Solares           | 2012-2015 |
| Mariana Elizabeth Piedra Bustos         | 2015-2018 |